# Senators d'Ottawa (féminin)
Pour les articles homonymes, voir Sénateurs d'Ottawa (homonymie).
Les Senators d'Ottawa est un club féminin professionnelle de hockey sur glace féminin basé à Ottawa en Ontario au Canada. Le club est divisé en plusieurs équipes de différentes catégories d'âge dont les intermédiaires jouent encore dans la Ligue provinciale de hockey de l'Ontario (en) (PWHL) . L'équipe senior évolue dans la Ligue nationale de hockey féminin de 1999 à 2007 puis dans la Ligue canadienne de hockey féminin jusqu'en 2010. 
L'équipe a également porté les noms de Raiders d'Ottawa de 1999 à 2007 et de Capitals Canucks d'Ottawa de 2007 à 2008.

## Histoire
En 1998, l'équipe senior du club commence sous le nom des Raiders de la Capital National, renommé les Raiders d'Ottawa en 1999. L'équipe joue dans la Ligue nationale de hockey féminin (LNHF) de 1999 jusqu'à sa dissolution en 2007. Lorsque la LNHF disparait, le club se réorganise sous le nom des Capital Canucks d'Ottawa et fait son entrée dans la nouvelle Ligue canadienne de hockey féminin. Durant cette saison 2007-2008, l'équipe joue à l'aréna de Côte-de-Sable dans le quartier du même nom.
En 2008, les Capitals Canucks fusionnent avec les Kanata Girls Hockey Association. La nouvelle organisation est nommée Club de hockey féminin Senators d'Ottawa et est sponsorisée par le club de la Ligue nationale de hockey des Sénateurs d'Ottawa. Le club de hockey féminin Senators développe trois équipes : l'équipe senior AAA évoluant dans la LCHF, les intermédiaires dans la ligue provinciale de hockey (PWHL) et enfin les midget  AA dans des tournois amateursc. La nouvelle organisation fait jouer ses différentes équipes au Bell Sensplex (en) à Kanata en banlieue d'Ottawa.
En 2010, la LCHF décide de réduire pour raisons financières le nombre d'équipes à cinq, ce qui sonne la disparition de l'équipe senior AAA. Cependant, les autres formations du club continuent de jouer dans leurs ligues respectives.

## Bilan par saisons
| Saison    | PJ | V  | D  | DP | BP  | BC  | Pts | Classement               | Séries éliminatoires |
| --------- | -- | -- | -- | -- | --- | --- | --- | ------------------------ | -------------------- |
| 1998-1999 | 34 | 9  | 19 | 6  | 61  | 114 | 24  | Termine 3e Division Est  | Éliminé au 1er tour  |
| 1999–2000 | 35 | 9  | 20 | 6  | 61  | 109 | 24  | Termine 3e Division Est  | Non qualifié         |
| 2000–2001 | 40 | 11 | 25 | 4  | 78  | 150 | 26  | Termine 3e Division Est  | Non qualifié         |
| 2001–2002 | 30 | 14 | 10 | 6  | 71  | 72  | 34  | Termine 1re Division Est | Perd en finale       |
| 2002–2003 | 36 | 13 | 22 | 1  | 96  | 122 | 29  | Termine 2e Division Est  | Éliminé au 1er tour  |
| 2003–2004 | 36 | 9  | 23 | 4  | 85  | 144 | 22  | Termine 2e Division Est  | Éliminé au 1er tour  |
| 2004–2005 | 36 | 14 | 19 | 2  | 101 | 128 | 31  | Termine 2e Division Est  | Éliminé au 1er tour  |
| 2005–2006 | 36 | 21 | 11 | 4  | 122 | 77  | 49  | Termine 1re Division Est | Éliminé au 1er tour  |
| 2006–2007 | 36 | 7  | 28 | 1  | 25  | 54  | 15  | Termine 7e               | Non qualifié         |

| Saison    | PJ | V | D  | DP | BP | BC  | Pts | Classement              | Séries éliminatoires |
| --------- | -- | - | -- | -- | -- | --- | --- | ----------------------- | -------------------- |
| 2007–2008 | 30 | 8 | 19 | 3  | 58 | 99  | 19  | Termine 2e Division Est | Éliminé au 1er tour  |
| 2008-2009 | 30 | 4 | 26 | 0  | 57 | 167 | 8   | Termine 6e              | Non qualifié         |
| 2009-2010 | 30 | 5 | 23 | 2  | 61 | 125 | 12  | Termine 6e              | Non qualifié         |